# Rovnica
Rovnica, z drugimi izrazi rovača, krampíca, krampača, trebežnica, je ročno orodje, ki se uporablja za zemeljska dela kot je kopanje, okopavanje, ogrebanje, trebljenje, krčenje in sekanje manjših korenin. Po funkcionalnosti kombinira lastnosti motike, ki je primerna predvsem za delo na vrtu in na njivi, ter krampa, ki je primeren za kopanje lukenj in rovov, tudi po kamnitih tleh ali šodru. Rovnica je posebej pripravna za odstranjevanje ruše, trebljenje trnja in grmovja in izkopavanje štorov. Velja za najbolj vsestransko orodje za ročno sajenje. Kot taka se uporablja pri raznovrstnih kmečkih, pa tudi gradbenih delih. Nekoč se je uporabljala tudi za kopanje v vinogradu.
Sestavljena je iz dveh delov: robustna kovinska ploščata glava pravokotne ali trapezaste oblike ima na vrhu oko, skozi katero je nasajeno leseno toporišče. Spodnji, delovni rob glave je raven in priostren, zaradi česar je rovnica primerna tudi za razgrebanje in poravnavanje terena. Za razliko od krampa ima širšo glavo, zato je nekoliko manj primerna za kopanje po najtrših podlagah. Dolžina toporišča je običajno med 0,9 in 1,2 metra, teža rovnice pa znaša med 1,4 in 3,2 kilograme. Uporaba rovnice je lahko naporna zaradi sile, uporabljene za vihtenje, in zaradi upogibanja telesa.